# Glischropus aquilus
Glischropus aquilus — вид ссавців родини лиликових. 

## Етимологія
Видовий епітет аквілус означає «темного кольору», що стосується чорнуватих вух і в цілому більш темного волосяного покриву нового виду по відношенню до його родичів. 

## Опис
Кажан невеликого розміру, з довжиною голови й тіла 35.4 мм, довжина передпліччя 32.2 мм, довжина хвоста 38.8 мм, довжина ступні 6.2 мм, довжина вух 11 мм, вага до 4.8 гр. Спинні частини темно-коричневі, в той час як черевні частині коричневого кольору з основою волосся темнішою.  Морда коротка і широка, очі маленькі. Вуха короткі й широкі, відокремлені один від одного, із закругленими кінцями і чорнуваті. Хвіст довгий і повністю включений у велику хвостову мембрану. 

## Проживання
Цей вид відомий тільки по одному дорослому самцю захопленому в 2011 році в провінції Лампунг, у південній частині індонезійського острова Суматра. Він живе у вторинних лісах в околицях бамбукових лісів і водних шляхів.

## Звички
Харчується комахами.